# تيتي الأخوة أولالا
سعدان تيتي الأخوة أولالا (الأسم العلمي: Plecturocebus olallae) هو نوع من قرود التيتي، وهو نوع من قرود العالم الجديد، المستوطنة في بوليفيا .